# Sikorka (Dąbrowa Górnicza)
Sikorka (do XIX w., Sikorki) – dzielnica Dąbrowy Górniczej. Zajmuje powierzchnię 3,46 km² i leży w odległości ok. 14 km na północny wschód od centrum miasta.

## Historia
Wzmianki o tej dzielnicy sięgają XIII wieku. W 1457 roku wioska praktycznie przestała istnieć poprzez doszczętne zrabowanie i spalenie jej przez wojska czeskie i polskie powracających bez żołdu po wojnie z Krzyżakami. Zniszczeń w Sikorce dokonał wówczas m.in. Janusz Oświęcimski. Pod koniec XIV wieku w skład wsi wchodziło 12 łanów kmiecych (z czego 2 należały do sołtysa), dwór z folwarkiem pod przysiółkiem Bugaj oraz młyn Smardz nad Trzebyczką. Wieś należała w drugiej połowie XV wieku do Mateusza Ujejskiego herbu Nowina, sędziego siewierskiego. Od Ujejskich przeszła w roku 1550 do Jana Podczaszego i znajdowała się w jego rodzinie do 1580 roku. W 1581 wchodziła w skład klucza sławkowskiego, należącego do biskupów krakowskich.
Przed wybuchem II wojny światowej, większość gruntów ornych w Sikorce było własnością rodzin żydowskich a Sikorka należała do gminy Wojkowice Kościelne. Po II wojnie światowej przechodziły kolejno pod administrację gminy Wojkowice Kościelne (1945-1949), gminy Ząbkowice (1950-1954), gromady Tuczna Baba (1954–72), gminy Ząbkowice (1973-1975), miasta Ząbkowice (1975-1977) i wreszcie miasta Dąbrowy Górniczej od 1 lutego 1977.

## Przyroda
W dwudziestoleciu międzywojennym przez Sikorkę przepływała rzeka Trzebyczka, która następnie zanikła na jej terenie z powodu wybudowania studni głębinowych na terenie wsi.
Na terenie Sikorki znajduje się pomnik przyrody - bożodrzew, rosnący przy ul. Hallerczyków 165, mający ok. 130 cm obwodu.

## Ulice

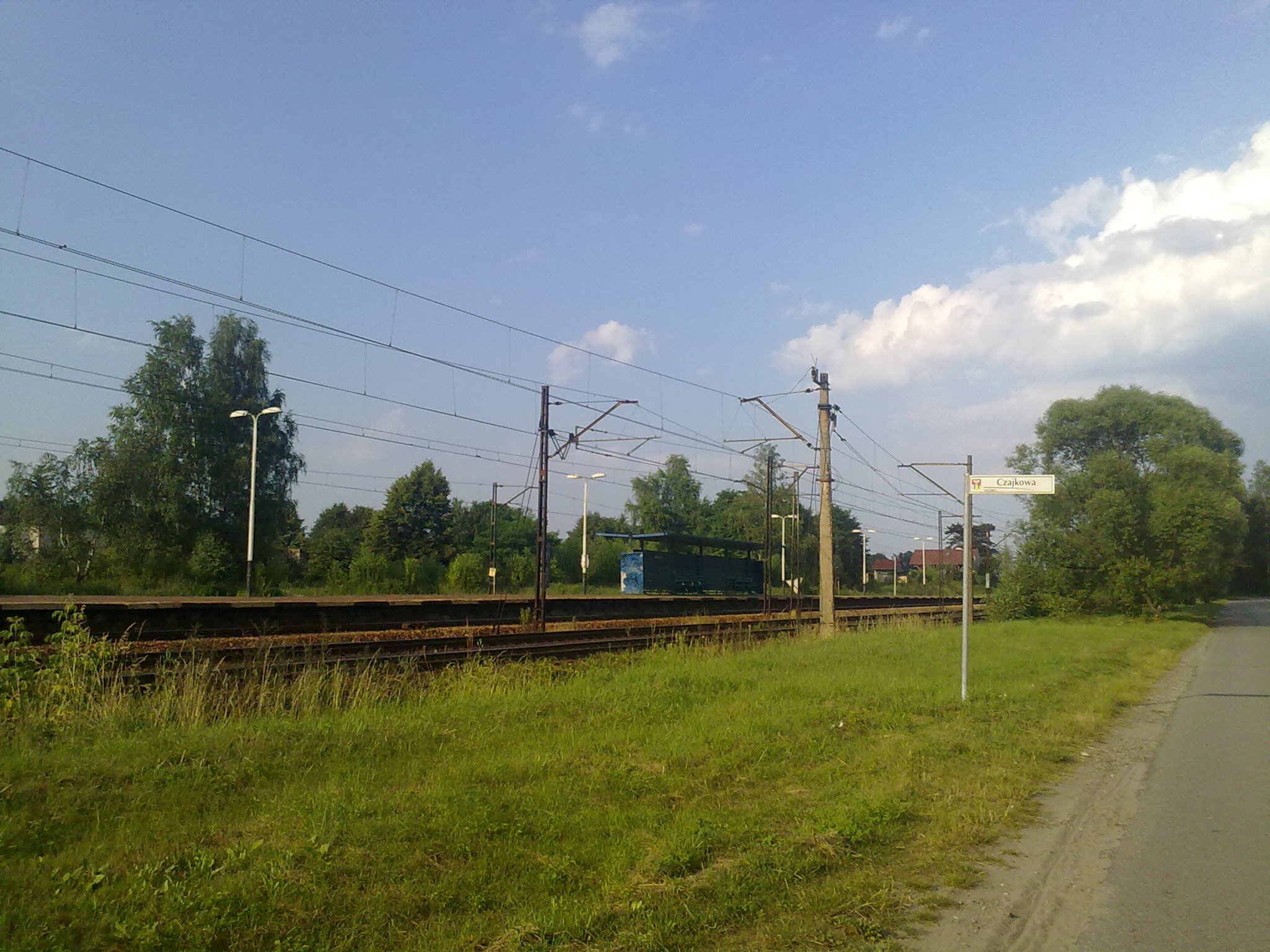
Przystanek kolejowy Dąbrowa Górnicza Sikorka - widok od strony ul. Gilowej

W skład dzielnicy Sikorka wchodzą obecnie następujące ulice: Czajkowa, Gilowa, Grabowa, Hallerczyków, Idzikowskiego, Pomłynie, Ptasia, Relaksowa, Skowronkowa, Słowikowa, Sowia, Szpakowa i Wilgowa.